# Schizodon platae
Schizodon platae är en fiskart som först beskrevs av Garman, 1890.  Schizodon platae ingår i släktet Schizodon och familjen Anostomidae. Inga underarter finns listade i Catalogue of Life.